# Berthe Urasco
Berthe Urasco (* 1898 in Genf; † Datum unbekannt) war eine Schweizer Künstlerin der Art brut.

## Leben
Berthe Urasco studierte Klavier und Gesang. Im Alter von etwa 30 Jahren hörte sie damit auf. Sie misstraute den Menschen um sich und fing an Stimmen zu hören. Neun Jahre später wurde sie mit einer psychischen Störung in die Anstalt Asile de Bel-Air etwas ausserhalb von Genf eingewiesen. Dort blieb sie die folgenden sieben Jahre. Es ist nicht bekannt, wann sie starb.

## Werk
In der Anstalt begann Urasco zu zeichnen. Sie fertigte ihre Zeichnungen mit schwarzem Bleistift und hellen Farbbereichen. Ihre Zeichnungen sind mit sicherer, geschickter Hand ausgeführt und kommen ohne Vorzeichnungen oder Retuschen aus, wurden also mit schnellem Strich ausgeführt. In ihren Werken thematisierte sie Menschen in ländlicher Umgebung. Beiwerke sind Häuser, Bäume und Wege. Die Gebäude, die sie in ihren Zeichnungen abbildete, haben geschwungene Fassaden, die eine kraftvolle Bewegung ausdrücken. Gegenspieler der Leichtigkeit in der Ausführung ist eine Fremdheit, die vom Ganzen ausgeht.
Ihre Werke befinden sich in den Sammlungen des Museums van de Geest in Haarlem, in der Sammlung des Asile de Bel-Air und in der Collection de l’Art Brut, Lausanne.

## Ausstellungen
- “Art Brut in America” Highlights Outsider Artists, No Longer Looking In. American Folk Art Museum, 2015.[5][6]
- Art Brut Swiss Made. Eine Ausstellung der Collection de l’Art Brut Lausanne. Museo comunale d’arte moderna, Ascona 2018.[7]
- Jean Dubuffets Art Brut! Die Anfänge seiner Sammlung. Museum Gugging, 2017.[8]
- Collection de l’Art Brut – Art in Obscurity. Aargauer Kunsthaus, 2019.[9]